# Agustín Hausch
Agustín Hausch (Baradero, provincia de Buenos Aires, Argentina: 21 de mayo de 2003) es un futbolista argentino. Juega en la posición de delantero en Defensa y Justicia de la Primera División de Argentina.

## Trayectoria

### San Lorenzo
Debutó profesionalmente el 22 de febrero de 2020 en la derrota por 1 a 0 frente a Racing Club, ingresando a los 46 minutos por Fabricio Coloccini y siendo dirigido por Diego Monarriz.

## Selección nacional

### Categoría sub-16
En 2019 disputó el Torneo de Desarrollo UEFA en Portugal, donde se consagró campeón. Venció a Países Bajos 3-1 y al local 1-0.
El mismo año integró la Selección Nacional que participó del Torneo Montaigu Sub-16 en Francia, obteniendo el campeonato tras derrotar a México por penales. 
En total disputó 5 partidos (277 minutos) en esta categoría metiendo un gol y una asistencia, sin recibir amonestaciones.

## Estadísticas
Actualizado al último partido disputado el 11 de noviembre de 2023.
| Club                  | Div.          | Temporada     | Liga  | Liga  | Liga   | Copas nacionales | Copas nacionales | Copas nacionales | Copas internacionales | Copas internacionales | Copas internacionales | Total | Total | Total  |
| Club                  | Div.          | Temporada     | Part. | Goles | Asist. | Part.            | Goles            | Asist.           | Part.                 | Goles                 | Asist.                | Part. | Goles | Asist. |
| --------------------- | ------------- | ------------- | ----- | ----- | ------ | ---------------- | ---------------- | ---------------- | --------------------- | --------------------- | --------------------- | ----- | ----- | ------ |
| San Lorenzo Argentina | 1.ª           | 2020          | 4     | 0     | 0      | -                | -                | -                | -                     | -                     | -                     | 4     | 0     | 0      |
| San Lorenzo Argentina | 1.ª           | 2021          | 4     | 0     | 0      | -                | -                | -                | 1                     | 0                     | 0                     | 5     | 0     | 0      |
| San Lorenzo Argentina | 1.ª           | 2022          | 1     | 0     | 0      | -                | -                | -                | -                     | -                     | -                     | 1     | 0     | 0      |
| San Lorenzo Argentina | 1.ª           | 2023          | 4     | 0     | 1      | -                | -                | -                | -                     | -                     | -                     | 4     | 0     | 1      |
| San Lorenzo Argentina | Total club    | Total club    | 13    | 0     | 1      | 0                | 0                | 0                | 1                     | 0                     | 0                     | 14    | 0     | 1      |
| Total carrera         | Total carrera | Total carrera | 13    | 0     | 1      | 0                | 0                | 0                | 1                     | 0                     | 0                     | 14    | 0     | 1      |